# Vịnh Phần Lan
Vịnh Phần Lan (tiếng Phần Lan: Suomenlahti; tiếng Estonia: Soome laht; tiếng Nga: Фи́нский зали́в, chuyển tự: Finskiy zaliv, IPA: [ˈfʲinskʲɪj zɐˈlʲif]; tiếng Thụy Điển: Finska viken) là phần cực đông của biển Balt. Đây là vùng biển giữa Phần Lan (ở phía bắc) và Estonia (ở phía nam). Những thành phố lớn cạnh vịnh này gồm Sankt-Peterburg, Helsinki, Tallinn. Phần đông vịnh Phần Lan thuộc quyền quản lý của Nga và một vài trong số những cảng dầu quan trọng nhất của Nga nằm ở đây, gần Sankt-Peterburg (gồm Primorsk). Là một con đường thủy tới Sankt-Peterburg, vịnh Phần Lan có một tầm quan trọng chiến lược đáng kể đối với Nga.